# トリブバン国際空港
トリブバン国際空港（トリブバンこくさいくうこう、ネパール語: त्रिभुवन अन्तर्राष्ट्रिय विमानस्थल、英語: Tribhuvan International Airport）は、ネパール連邦民主共和国の首都カトマンズにある国際空港である。カトマンズ中心地から約6km東に位置する。かつての国王トリブバン・ビール・ビクラム・シャハを記念して命名された。

## 就航航空会社と就航都市

### 国際線
| 航空会社                     | 就航地 |
| ---------------------------- | --- |
| ネパール航空                 | デリー、バンガロール、ムンバイ、クアラルンプール、バンコク/スワンナプーム、香港、ドーハ、ドバイ/ジュベル・アリ、東京/成田 |
| ヒマラヤ航空                 | ドーハ、アブダビ、北京/大興                                                                                               |
| ブッダ・エアー               | ヴァーラーナシー |
| エア・インディア             | デリー |
| IndiGo                       | デリー |
| ドゥルック・エア             | パロ、デリー |
| ブータン・エアラインズ       | パロ、デリー |
| ビーマン・バングラデシュ航空 | ダッカ |
| タイ国際航空                 | バンコク/スワンナプーム                                                                                                   |
| タイ・ライオン・エア         | バンコク/ドンムアン |
| マレーシア航空               | クアラルンプール |
| マリンド・エア               | クアラルンプール |
| シンガポール航空             | シンガポール |
| エティハド航空               | アブダビ |
| フライドバイ                 | ドバイ/ドバイ |
| エア・アラビア               | シャールジャ |
| カタール航空                 | ドーハ |
| ガルフ・エア                 | バーレーン |
| オマーン・エア               | マスカット |
| ターキッシュ エアラインズ    | イスタンブール |
| キャセイドラゴン航空         | 香港 |
| 中国国際航空                 | ラサ、成都 |
| 中国南方航空                 | 広州 |
| 中国東方航空                 | 昆明 |
| 四川航空                     | ラサ、成都（ラサ経由） |
| チベット航空                 | 西安、成都 |
| 大韓航空                     | ソウル/仁川 |

### 国内線
ネパール航空、ブッダ・エアー、イエティ航空、ヒマラヤ航空 などが国内約40か所の空港に運航している。

## 航空事故とその対策
トリブバン空港はその立地条件から周囲を高い山に囲まれているために離着陸が難しい空港だと言われており、1992年にタイ国際航空311便墜落事故（7月31日、死者113名）とパキスタン国際航空268便墜落事故（9月28日、死者167名）と着陸失敗による墜落事故が続けて2件発生した。当時、空港にはレーダー施設がなく、着陸の際には無線連絡と目視にのみ頼っていたことが問題視された。このため、ネパール政府の要請により日本の政府開発援助（ODA）の一環として1995年から1997年にかけてレーダー施設の設置工事が行われ、管制官の訓練や老朽化した施設の修復も行われた。
2010年代に入り航空管制施設や衛星測位システムなどの発達によりRNP-AR(Required Navigation Performance – Authorization Required)方式の進入が可能となり、対応機材の航空機を運用していれば従来の進入方式よりある程度の曲線を描いた進入が可能となり経路短縮、空域騒音区域軽減、進入時間短縮による燃料消費、二酸化炭素排出の削減といった効果が期待され、2013年1月21日にエアバスはカタール航空保有の同社A319が同方式での同空港への進入に成功したことを発表し、同年4月に同空港をハブとするネパール航空は同方式に対応したA320を購入することを決定した。
2014年1月27日にはNECがネパール民間航空公社から同空港近代化プロジェクトを総額約10億円で受注し、国際協力機構（JICA）を通じ、日本政府の政府開発援助無償資金協力により老朽化した監視レーダや情報処理システム等の機材を航空管制用レーダシステムとして、航空機から詳細な運航情報を取得できる二次監視レーダ(SSR：Secondary Surveillance Radar) および、レーダから取得した情報を利用するためのマルチセンサ情報処理システムへ更新するとの計画を発表している。

## 事故・インシデント
- 1992年7月31日 : タイ国際航空311便墜落事故
- 1992年9月28日 : パキスタン国際航空268便墜落事故
- 1999年9月5日 : en:Necon Air Flight 128
- 1999年12月24日 : インディアン航空814便ハイジャック事件
- 2010年8月24日 : en:Agni Air Flight 101
- 2011年9月25日 : ブッダ航空103便墜落事故
- 2012年9月28日 : シーター・エア601便墜落事故
- 2014年3月8日午後12時30分すぎ、ニューデリー発カトマンズ行きIndiGoの航空機（エアバスA320）が、当空港着陸後に駐機する際、機体右側の車輪部分から出火したのを整備員が発見した。火は直ぐに消し止められ、乗客176人全員が非常用シュートで脱出し、うち1人が軽症。着陸時に問題は無かったとのことで、IndiGoとネパール航空当局などで出火原因を調べている[1]。

- 2015年3月4日、現地時間午前7時半過ぎ、イスタンブール発カトマンズ着ターキッシュ・エアラインズ（TK）726便のエアバスA330-300型機（登録記号:TC-JOC、乗客223名内幼児1名、他乗員11名）が、着陸進入時、濃霧による視界不良のため一度目は着陸復行（ゴーアラウンド）し、再度進入時に接地後、車輪の一つが滑走路逸脱、タイヤ破裂し、滑走路から左側に機体が外れ着陸帯の草地に前脚を突っ込んで前脚が破折した状況になったが、乗客乗員は機外に脱出し、数名の負傷者が出たが重傷者はいなかった[2]。しかし、ネパール民間航空公社は国内に同機体を移動出来る重機がなく、隣国のインドから重機を取り寄せて折れた前脚を持ち上げて台車に乗せて移動を試みたが途中で機体がずれて作業が難航し、その間空港は事故により3月7日午後まで閉鎖され、ネパール唯一の国際空港のため、ネパールを訪れていた旅行者数万人が一時国外に出られない状況となった[3]。事故機のTC-JOCはその後2017年に「ネパール航空博物館」として保存・活用されている。

- 2015年9月20日に公布された憲法によりネパール南部のインド国境地域を中心に、マデシ系グループ（ネパール南部の民族系グループ）による抗議活動やゼネラル・ストライキが頻発し、インドから各種物資（特にガソリンやガスなどの燃料）を積載した車輌がネパールへ入ることができず、ネパール国内における供給量が激減する状況に伴い航空機燃料も不足した。[4]10月にはカトマンズ空港を利用する商用便においては、既に往復分のジェット燃料の入手が困難に、特に国際線についてはカトマンズにおける給油が不可となり、カトマンズ向けに運航される国際旅客便は往復分燃料積載するか、復路テクニカルランディングしカトマンズ発の燃料を確保している。[5]が しかしながら、もともとカトマンズ空港自体燃料消費に不適な高地にあるため中国東方航空､中国南方航空は一部便の欠航を発表[6][7]。マレーシア航空も2015年内のカトマンズ発はダッカ経由とし、復路燃料積み込み量を減少させさらに旅客の受託手荷物重量制限措置を実施している[8]。
- 2018年3月12日、現地時間午後2時20分頃ダッカ発カトマンズ行きUSバングラ航空211便(デ・ハビランド・カナダ DHC-8 Q400、登録記号:S2-AGU、乗客67名、乗員4名 うち49人死亡、22人怪我)が着陸に失敗し滑走路脇のサッカーコートで大破、炎上した。事故原因は機長の精神的な障害による方向感覚と状況認識の完全な喪失によるパイロットエラーである。
- 2024年7月24日、サウリヤ航空の旅客機（CRJ-200)が離陸直後に墜落し、火災が発生して１８人が死亡した航空事故。